# HMS Zetland (L59)
Pour les autres navires du même nom, voir HMS Zetland.
Le HMS Zetland (pennant number L59) est un destroyer d'escorte de classe Hunt de type II construit pour la Royal Navy pendant la Seconde Guerre mondiale.

## Construction
Le Zetland est commandé le 20 décembre 1939 dans le cadre du programme d'urgence de la guerre de 1939 pour le chantier naval de Yarrow Shipbuilders Ltd. de Scotstoun en Écosse. La pose de la quille est effectuée le 2 octobre 1940, le Zetland est lancé le 7 mars 1942 et mis en service le 27 juin 1942.
Il a été parrainé par la communauté civile de Barnard Castle dans le Comté de Durham pendant la campagne nationale du Warship Week (semaine des navires de guerre) en mars 1942.
Les navires de classe Hunt sont censés répondre au besoin de la Royal Navy d'avoir un grand nombre de petits navires de type destroyer capables à la fois d'escorter des convois et d'opérer avec la flotte. Les Huntde type II se distinguent des navires précédents type I par une largeur (Maître-bau) accru afin d'améliorer la stabilité et de transporter l'armement initialement prévu pour ces navires.
Le Hunt type II mesure 80,54 m de longueur entre perpendiculaires et 85,34 m de longueur hors-tout. Le Maître-bau du navire mesure 9,60 m et le tirant d'eau est de 3,51 m. Le déplacement est de 1 070 t standard et de 1 510 t à pleine charge.
Deux chaudières Admiralty produisant de la vapeur à 2100 kPa et à 327 °C alimentent des turbines à vapeur à engrenages simples Parsons qui entraînent deux arbres d'hélices, générant 19 000 chevaux (14 000 kW) à 380 tr/min. Cela donné une vitesse de 27 nœuds (50 km/h) au navire. 281 t de carburant sont transportés, ce qui donne un rayon d'action nominale de 2 560 milles marins (4 740 km) (bien qu'en service, son rayon d'action tombe à 1 550 milles marins (2 870 km)).
L'armement principal du navire est de six canons de 4 pouces QF Mk XVI (102 mm) à double usage (anti-navire et anti-aérien) sur trois supports doubles, avec un support avant et deux arrière. Un armement antiaérien rapproché supplémentaire est fourni par une monture avec des canons quadruple de 2 livres "pom-pom" MK.VII et deux  canons Oerlikon de 20 mm Mk. III montés dans les ailes du pont. Les montures jumelles motorisées d'Oerlikon sont remplacées par des Oerlikons simples au cours de la guerre. Jusqu'à 110 charges de profondeur pouvaient être transportées,. Le navire avait un effectif de 168 officiers et hommes,.

## Histoire

### Seconde Guerre mondiale

#### 1942
Après avoir terminé ses essais et sa mise en service, le Zetland se rend à Scapa Flow en juillet 1942 pour s'entraîner avec les navires de guerre de la Home Fleet, puis rejoint la Londonderry Escort Task Force. Il participe à l'escorte du convoi WS21S le 3 août pendant le trajet à Gibraltar; une mission de réapprovisionnement pour Malte qui est bloqué par l'ennemi dans le cadre de l'opération Pedestal. Le 10 août, il fait partie de l'escorte des cuirassés Nelson (28) et Rodney (29), des porte-avions Eagle (1918), Indomitable (92) et Victorious (R38), les patrouilleurs Phoebe (43), Sirius (82) et Charybdis (88) de la Force  Z. L'escorte comprend également les destroyers Laforey (G99), Lightning (G55), Lookout (G32), Quentin (G78), Tartar (F43), Eskimo (F75), Somali (F33), Wishart (D67), Antelope (H36), Vansittart (D64) et Ithuriel (H05),,,.
La force subit des frappes aériennes lourdes et prolongées dans la région de la Méditerranée occidentale, et après avoir atteint le Canal de Sicile le 12 août, le Zetland et la Force Z se retirent à Gibraltar. Il est détaché le 14 août pour escorter le Rodney à Gibraltar, et après son arrivée deux jours plus tard, il participe à l'escorte du convoi SL118 de Freetown  en Sierra Leone vers l'Angleterre. Le convoi est violemment attaqué par des sous-marins allemands U-Boote le 19 août, et le 21 août, le Zetland et le destroyer polonais ORP Blyscawica sont détachés pour escorter le croiseur armé Cheshire (F18) vers Belfast, en Irlande du Nord pour des réparations,.
Le 28 août, le Zetland et les destroyers Bicester (L34), Bulldog (H91) et Keppel (D84) se joignent à l'escorte du convoi WS22 au départ du Clyde à travers la zone d'approche du Nord-Ouest. La Force se détache du convoi WS22 le 1er septembre et se joint à l'escorte du convoi SL119, puis escorte le navire à passagers RMS Queen Elizabeth à travers la zone d'approche du Nord-Ouest. Le 4 octobre, le Zetland, le Bicester et le Wrestler (1918) rejoignent l'escorte du convoi WS23, en partant de Clyde, puis se détache du convoi WS23 le 10 octobre pour retourner à Clyde. Au cours d'une opération d'escorte ultérieure, son dôme de sonar ASDIC est endommagé, et doit donc se retirer à Greenock pour des réparations.
Une fois terminé les réparations le 28 octobre, le Zetland quitte Londonderry pour une mission avec le 57e Flottille de destroyers, basé à Gibraltar. Dans le cadre de l'opération Torch, les débarquements alliés en Afrique du Nord, il rejoint la  Eastern Task Force (Force opérationnelle orientale) pour escorter les navires de transport vers Alger et, à partir du 8 novembre, fournit un soutien d'artillerie pour le débarquement. Il bombarde la forteresse à la pointe de Mafita, puis remorque le destroyer endommagé Broke (D83) tout en essayant de traverser le Boom à Alger. Tout en ramenant le Broke à Gibraltar, les deux navires sont entrés en collision, causant des dommages supplémentaires au Broke et le naufrage du navire un peu plus tard dans la même journée, les survivants sont secourus par le Zetland. Il escorte ensuite  des convois jusqu'à la côte de l'Afrique du Nord pour soutenir de nouvelles opérations,,.

#### 1943
Le 30 janvier, le Zetland secourt quatre membres d'équipage de la corvette HMS Samphire  (3), qui a été coulée par des torpilles sous-marines du sous-marin allemand U-596 à 48 kilomètres au nord-ouest de Bougie en Algérie. Il continue des opérations d'escorte le long de la côte nord-africaine, souvent sous attaque, et subit des dommages mineurs,.
En mai, le Zetland et les destroyers Lamerton (L88), Aldenham (L22), Hursley (L84), Dulverton (L63), Bicester, Lauderdale (L95), Wilton (L128) et le destroyer grec Kanaris (L53) sont mobilisés pour l'opération Retribution, une opération de blocus de la région du cap Bon pour empêcher le retrait des troupes de l'Axe en Sicile en Italie. Il coule un navire ennemi à 48 kilomètres au nord-est du cap Bon lors d'une patrouille avec le Bicester, et subit accidentellement une attaque par un avion chasseur Supermarine Spitfire, et qui endommage gravement le Bicester. Après avoir terminé l'opération, il se retire en Angleterre en juin pour être réparé pour les dommages de combat au chantier naval Palmers à Jarrow.
Après avoir terminé les réparations en août, le Zetland est envoyé à Tobermory en Écosse pour continuer son réaménagement. Il navigue le 20 septembre en Méditerranée, rejoint la 59e Division de destroyers à Malte en octobre et effectue des missions d'escorte depuis la base de Bari en Italie ainsi que des patrouilles au large de la Dalmatie pour soutenir les opérations militaires terrestres.
Au cours de la frappe aérienne de Bari du 2 décembre, où le Zetland est amarré, un navire transportant des munitions, à proximité de lui, est touché et explose, dispersant du gaz moutarde dans le port et la ville. Le Zetland lui-même est endommagé par une bombe qui le touche presque, et subit des débris et les éclats d'obus d'une explosion de deux navires marchands voisins. Le navire jumeau Bicester est gravement endommagé et le Zetland ramène le Bicester à Tarente pour des réparations,,. Il y a eu tant de blessés affectés par le gaz moutarde que, lorsque ces 2 navires ont atteint Tarente, ils ont dû demander de l'aide pour entrer dans le port car tous les officiers de marine à bord des navires avaient perdu la vue,.

#### 1944
Ayant terminé les réparations le 16 janvier 1944, le Zetland rejoint sa division de destroyers et reprend les opérations d'escorte de convoi, de patrouille et de soutien au combat dans la mer Adriatique. Le 12 mars, le Zetland et son sister-ship Lauderdale bombardent le port de Dubrovnik.
En juillet, le Zetland, son navire jumeau Oakley (L98) et des destroyers sont transférés à Naples en Italie et sous le commandement de l'US Navy pour préparer l'opération Dragoon, le débarquement des forces alliées dans le sud de la France,,.
Le 9 août, le Zetland participe à l'escorte du convoi SS1 au départ de Naples vers Ajaccio sur l'île de Corse. La composition du convoi se compose de huit navires de troupes et de plusieurs bateaux amphibies et dragueurs de mines. La force est repartie d'Ajaccio le 13 août, arrivant au large des côtes de Camel deux jours plus tard, et il est organisé pour soutenir le débarquement. Après s'être séparé de l'opération et être revenu au commandement de la Royal Navy, il reprend ses fonctions de patrouille et d'escorte dans le centre de la Méditerranée et les eaux adriatiques. Le 24 septembre, le Zetland et ses navires jumeaux le Brecon (L76), le Calpe (L71), le Catterick (L81), le Cleveland (L46) et le Liddesdale (L100) sont transférés à la Mer Égée pour soutenir la capture des îles de la mer Égée et de la Grèce intérieure. Le 28 septembre, le Brecon et le Liddesdale entrent dans la baie de Pagadia à Karpathos, coulant des navires et neutralisant les batteries ennemies.

#### 1945
Le Zetland continue son devoir en Méditerranée orientale jusqu'en janvier 1945. Lorsque la situation en Méditerranée est devenu  stable, le navire est ramené dans les eaux locales pour effectuer des tâches d'escorte côtière, alors que l'ennemi intensifie les attaques de sous-marins équipées de schnorchel effectuant des mouillages de mines, ainsi que les attaques des schnellboote dans le détroit de la Manche et le sud de la mer du Nord. Le Zetland arrive à Harwich le 4 février et est attachée à la 16e Flottille de destroyers pour patrouiller et escorter des convois vers les ports belges et néerlandais,,.
À la fin du conflit en Europe, le Zetland continue de soutenir l'occupation, puis est nommé pour opérer en Extrême-Orient avec la Eastern Fleet.. Il va à Alexandrie, en Égypte en juin, où il est réaménagé à partir de juillet. Cependant, à la suite de la reddition du Japon au 8 août, ce qui met fin officiellement à la Seconde Guerre mondiale, son expédition vers l'Extrême-Orient est annulée, bien qu'une révision soit toujours effectuée.

### Après-guerre
La refonte du Zetland est achevé en octobre 1945, et le navire retourne en Angleterre pour servir avec la Portsmouth Local Flotilla (flotte locale de Portsmouth). Il est mis en réserve le 20 avril 1946 et sert de navire d'exercice pour la Royal Naval Voluntary Reserve Force.
Le 2 septembre 1954, le navire est prêté à la Norvège pour 4 ans, et transféré à la Marine royale norvégienne le 31 octobre 1954 et sert sous le nom de HKNM Tromsø (D311). Il est acheté par la Norvège en juillet 1956.
Pendant le service, le Tromsø est amélioré avec une antenne de grille, la tourelle X est remplacée par deux canons anti-sous-marins Squid. Le pennant number est alors changé en F311 quand il est reclassé comme frégate.
Il sert avec la marine norvégienne jusqu'à ce qu'il soit vendu pour être démantelé à Sarpsborg en 1965,.

### Honneurs de bataille
- ATLANTIC 1942-43
- MALTA  CONVOYS 1942
- NORTH AFRICA 1942-43
- MEDITERRANEAN 1943-44
- AEGEAN 1944
- ADRIATIC 1944
- SOUTH FRANCE 1944

### Commandement
- Lieutenant (Lt.) John Valentine Wilkinson (RN) du 27 mai 1942 au 9 février 1944
- Lieutenant  (Lt.) Christopher Robert Bax (RN) du 9 février 19443 à début 1946